# Xestia lithoplana
Xestia lithoplana är en fjärilsart som beskrevs av Márton Hreblay och Ronkay 1998. Xestia lithoplana ingår i släktet Xestia och familjen nattflyn. Inga underarter finns listade i Catalogue of Life.